# Macrochiridothea uncinata
Macrochiridothea uncinata is een pissebed uit de familie Chaetiliidae. De wetenschappelijke naam van de soort is voor het eerst geldig gepubliceerd in 1968 door Hurley & Murray.